# Calliandra aeschynomenoides
Calliandra aeschynomenoides är en ärtväxtart som beskrevs av George Bentham. Calliandra aeschynomenoides ingår i släktet Calliandra och familjen ärtväxter. Inga underarter finns listade i Catalogue of Life.